# Конституционный референдум в Гватемале (1994)
Конституциоонный референдум в Гватемале проходил 30 января 1994 года. Он последовал после конституционного кризиса и попытки переворота 25 мая 1993 года президента Хорхе Серрано. Среди изменений Конституции было уменьшение парламентского срока текущего правительства. Изменения были одобрены 83,9% голосов, однако явка составила только 15,9%.

## Результаты
| Выбор                              | Голоса  | %    |
| ---------------------------------- | ------- | ---- |
| За                                 | 370 044 | 83,9 |
| Против                             | 70 761  | 16,1 |
| Недействительных/пустых бюллетеней | 105 089 | –    |
| Всего                              | 545 894 | 100  |
| Источник: Nohlen                   |         |      |